# Rivière Latourette
Pour les articles homonymes, voir Latourette.
La rivière Latourette est l'affluent sur le territoire québécois le plus à l'est du littoral sud du détroit d'Hudson. Cette rivière coule vers l'Est dans le territoire non organisé de Rivière-Koksoak faisant partie de l'administration régionale Kativik, dans la région administrative du Nord-du-Québec, au Québec, au Canada.

## Géographie
Les bassins versants voisins de la rivière Latourette sont :
- côté nord : détroit d'Hudson ;
- côté est : détroit d'Hudson ;
- côté sud : rivière Buet, rivière Vachon, rivière Lataille, lac Robert ;
- côté ouest : rivière Buet, rivière Vachon, lac Nagvaraaluk.

La rivière Latourette prend sa source d'une petit lac de tête (longueur : 1,0 km) situé au nord du lac Nagvaraaluk. À partir de l'embouchure de ce lac, la rivière coule vers le sud-est sur 9,4 km en traversant quatre lacs. Puis la rivière coule sur 11,3 km vers le nord-est jusqu'à une baie (profonde de 4,2 km) de la rive ouest du lac Latourette (longueur : 11,1 km) que le courant traverse sur 8,6 km. Ce dernier constitue le principal plan d'eau de la rivière Latourette.
À partir de l'embouchure du lac Latourette, la rivière coule sur 26,7 km vers l'est jusqu'à un delta (formé d'un archipel d'îles) sur la rive nord-ouest d'un lac que le courant traverse sur 2,4 km vers le sud. À partir de l'embouchure de ce lac, la rivière coule sur 5,5 km vers l'est jusqu'à se déverser sur une longue grève, au fond d'un première baie profonde de 3,6 km et comptant 0,9 km de largeur à son entrée.
Cette première baie se détache de la rive est d'une plus grande baie qui est elle-même sur le littoral sud du détroit d'Hudson, à la limite ouest de la baie d'Ungava. L'entrée de cette dernière baie est de 26,5 km de largeur ; la baie compte 27,5 km en profondeur et est barrée à son entrée par l'île Diana (longueur : 12,4 km dans le sens nord-sud). Le hameau Quaqtaq est situé sur la pointe de l'entrée est de la baie.

## Toponymie
Les Inuits désignent ce cours d'eau "Arvaviup Kuunga" qui signifie «la rivière d'Arvavik» ou "Ippigittuit Kuungat" qui signifie «rivière des Ippigittuit».
Le toponyme "rivière Latourette" a été officialisé le 5 décembre 1968 par la Commission de toponymie du Québec.